# 回家 (歌劇)
《回家》是江西歌舞劇院創作的五幕原創歌劇。雖稱歌劇，但非典型西方歌劇，而是結合民族風格的大陸歌劇。2014年底前巡迴大陸逾七十場。
《回家》改編自真實故事。1987年一位自台灣返回中國大陸江西老家探親的老兵，在離家卅公尺處，一路跪走回到母親面前；其母則抱出卅八罐兒子愛吃小吃，她等待兒子返家期間，一年做一罐。

## 劇情大綱
一開場是以1939年八年抗戰的南昌會戰揭開序幕，國民革命軍第廿六軍老三營營長羅老篼，壯烈犧牲前將兒子羅旺篼託付給排長，期待兒子長大後繼承遺志，與日軍血戰到底。1949年，羅旺兜在大喜之日，遭排長從婚禮中帶走......。

## 演員
- 杜歡：飾 羅旺篼。
- 鄔成香：飾 媽媽。
- 黃國光：飾 排長。
- 李瓊媚：飾 文竹。
- 劉薇薇：飾 玉嬌。
- 朱嘉：飾 梅盛林。

## 大事紀
- 2012年，江西歌舞劇院歌劇《回家》首創。
- 2015年，《回家》在台灣演出。

## 相關網站
- 五幕原創歌劇《回家》 - | udn瘋活動（页面存档备份，存于）
- 江西歌舞劇院（页面存档备份，存于）